# Bolesław Żaba
Bolesław Żaba (ur. 28 sierpnia 1956 w Kasinie Wielkiej) – polski samorządowiec i działacz sportowy, wójt gminy Mszana Dolna w latach 2010-2024.

## Życiorys
Ukończył Centrum Kształcenia Ustawicznego w Żywcu. W latach szkolnych był mistrzem województwa w rzucie oszczepem z rekordem 54,76 m.
Przez kilkanaście lat pracował jako etatowy wiceprezes Klubu Sportowego „Maraton” Mszana Dolna. Następnie pracował w urzędzie gminy Mszana Dolna, gdzie zajmował się sprawami oświatowymi. 
W latach 1990–1992 był radnym Rady Miasta i Gminy Mszana Dolna, a następnie, w latach 1992–1998, gminy Mszana Dolna. Pełnił funkcję wiceprzewodniczącego Rady Miasta i Gminy Mszana Dolna oraz przewodniczącego Komisji Kultury, Sportu i Turystyki. 
W 1996 roku został dyrektorem Gminnego Zespołu Ekonomiczno–Administracyjnego Szkół i Przedszkoli. W 1998 roku został radnym powiatowym, gdzie sprawował funkcję przewodniczącego Rady Powiatu Limanowskiego I i II kadencji. W latach 2006–2010 był etatowym członkiem zarządu powiatu limanowskiego, zasiadał w Komisji budżetowej oraz Komisji Kultury, Sportu i Turystyki.  
Od 2010 roku pełni funkcję wójta gminy Mszana Dolna (w 2010 otrzymał w drugiej turze 50,6% głosów, w 2014 r. otrzymał w drugiej turze 62,53% głosów, w 2018 w pierwszej turze 51,77%). 
W wyborach samorządowych 2024 wystartował po raz 4 na stanowisko wójta gminy Mszana Dolna z ramienia KWW Bolesław Żaba. W pierwszej turze zdobył 34,06% głosów, w drugiej turze zdobywając 35,11% głosów nie uzyskał relekcji.
Odznaczony Złotym, Srebrnym i Brązowym Krzyżem Zasługi.

## Życie prywatne
Żonaty z Marią, nauczycielką Zespołu Szkół nr 1 w Mszanie Dolnej. Ma trójkę dzieci, synów Artura i Józefa oraz córkę Magdalenę.